# قتاد جزائري
القَتَاد الجزائري (باللاتينية: Astragalus algerianus) نوع نباتي عشبي من جنس القتاد.

## البيئة والانتشار
موطنه المغرب العربي وإسبانيا.

## مرادفات للاسم العلمي
- (باللاتينية: Astragalus stenophyllus Rouy)
- (باللاتينية: Astragalus tenuifoliosus Maire, nom. illeg.)
- (باللاتينية: Astragalus tenuifolius Desf.)